# Salmacis (mythologie)
Salmacis was in de Griekse mythologie een waternimf, die verliefd werd op Hermaphroditus (een zoon van de goden Hermes en Aphrodite) vanwege zijn grote uiterlijke schoonheid. Zij probeerde hem te verleiden, maar slaagde daar niet in; toen hij in een koel meer ging zwemmen, in de gedachte dat hij daar alleen was, sprong Salmacis hem na in het water, omhelsde en zoende hem. Hermaphroditus verzette zich, maar de nimf klemde zich stevig aan hem vast; zij zond een bede omhoog naar de goden, om zich met hem te verenigen. Haar gebed werd verhoord, en zij werden samen tot één lichaam.
Toen Hermaphroditus merkte wat er gebeurd was vroeg hij de oppergod Zeus om iedereen die in hetzelfde water zou baden, hetzelfde lot te doen ondergaan, en hen allen zowel man als vrouw te maken. De oppergod verhoorde ook hem.